# Камышет (портландцементный завод)
Портландцементный завод "Камышет" — российская  компания. Полное наименование — Русско-Голландское общество Первого сибирского портландцементного завода "Камышет", прежде "Каменский и Гросман". 

## История

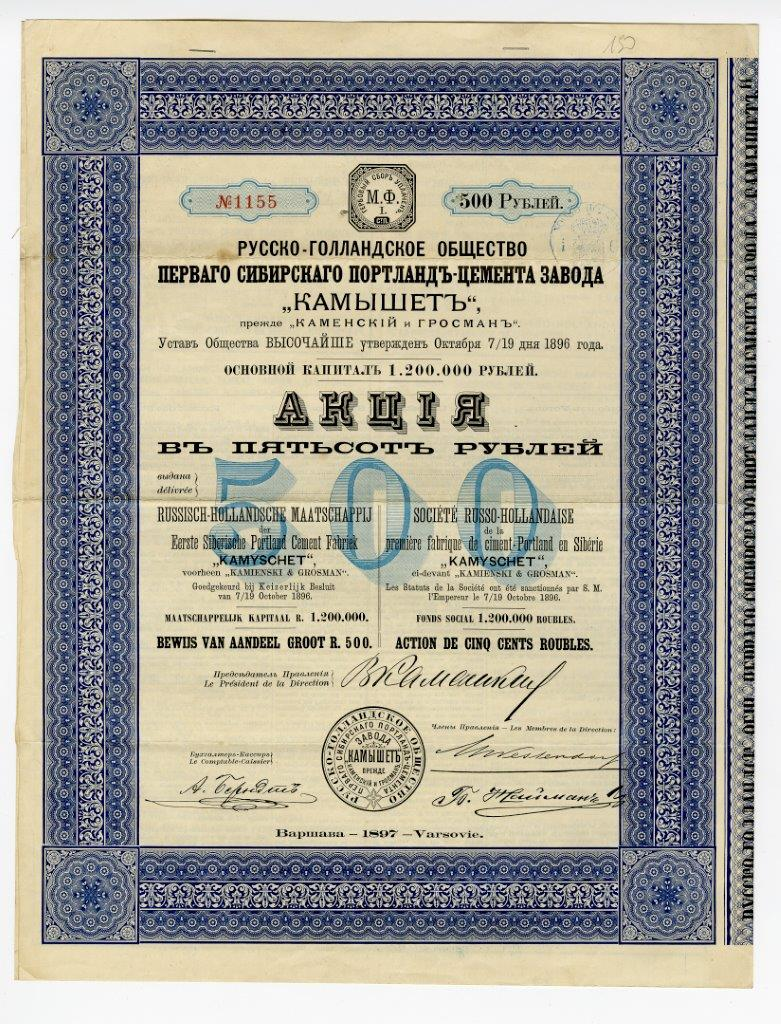
Акция в 500 руб. на предъявителя Русско-Голландского общества Первого сибирского портландцементного завода "Камышет" с основным капиталом в 1,2 млн. руб. Варшава, 1897 г.

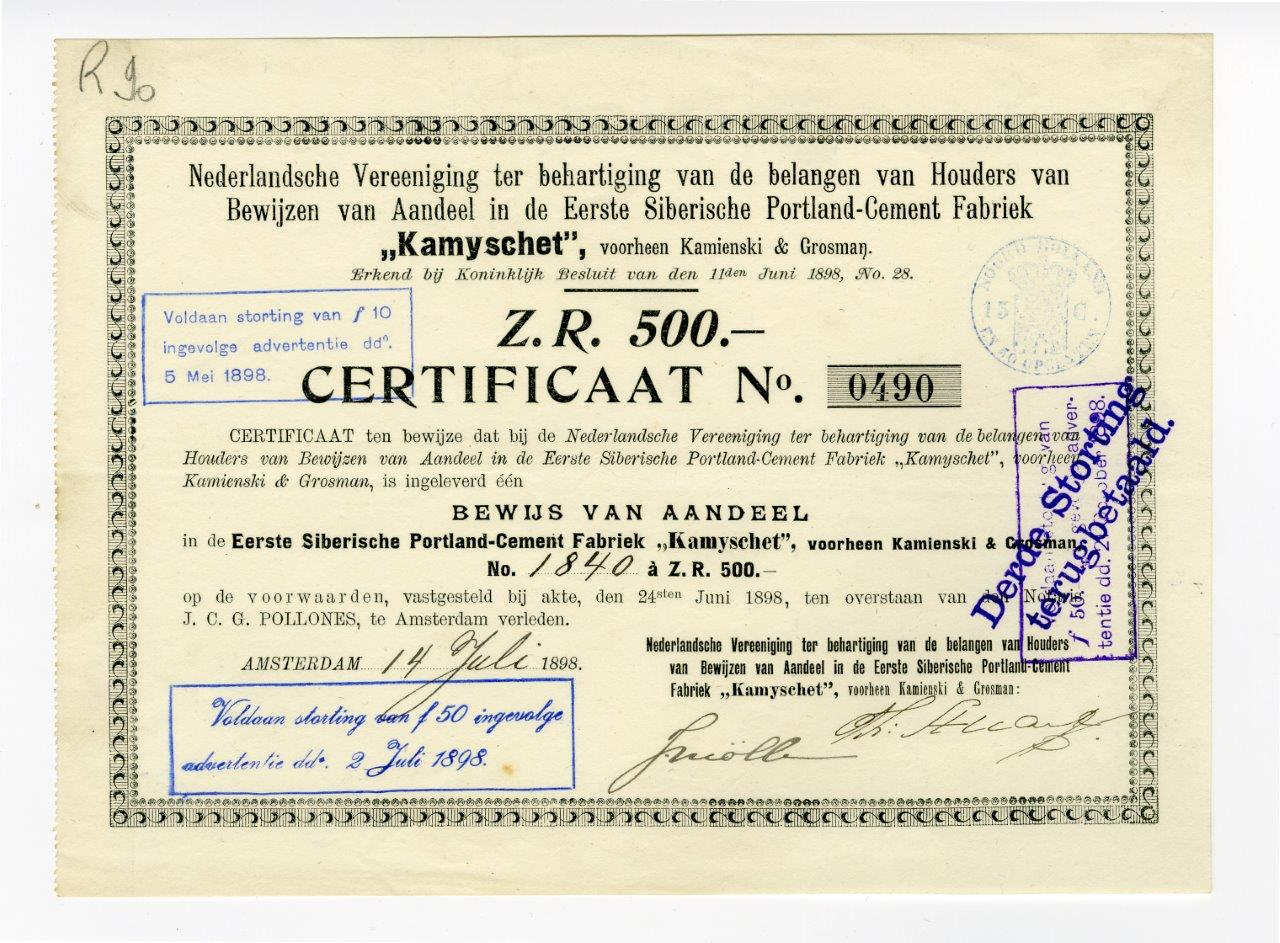
Свидетельство на акцию Русско-Голландского общества Первого сибирского портландцементного завода "Камышет". Амстердам, 1898 г.

Компания основана в 1896 году (Устав Высочайше утвержден 7/19 октября 1896 г.). 
Масштабный для своего времени проект возведения цементного производства на востоке Российской империи начался в 1895 г. при непосредственном участии Варшавского торгового дома "Каменский и Гросман", когда поиски сырья высокого качества для строительства многочисленных тоннелей и мостов прокладываемой Кругобайкальской железной дороги — составной части Транссибирской магистрали — привели к выселку Камышет, располагавшемуся по Старому московскому тракту.
В изданном Министерством путей сообщения в 1900 г.  "Путеводителе по Великой Сибирской железной дороге" повествуется: 

"Ст. Камышет. IV класса. Буфет. Близ станции на большом Сибирском тракте выселок Камышетский [...] и цементный завод, принадлежащий Русско-Голландскому акционерному обществу, построенный в 1895—1896 г.г. Для приготовления цемента употребляется местный известковый мертель и местная глина, обжиг производится на древесном угле. Завод имеет химико-механическую лабораторию, 4 локомобиля в 100 сил, динамомашину для электрического освещения, механическую мастерскую, бондарную. Производительность завода при действии двух печей системы Либана составляет 45.000 бочек в год и может быть увеличена вдвое...

Производство цемента Русско-голландским предприятием началось в 1897 г. К 1911 г. объем годовой выпускаемой продукции доходил до 50 тыс. бочек. Соответствовавший высшим мировым стандартам цемент Камышетского завода в то время использовался при строительстве второй очереди Кругобайкальской дороги, а также Ачинско-Минусинской и Западно-Амурской железных дорог. Использовался труд ссыльнопоселенцев.
Камышетский портландцементный завод исправно выдавал продукцию вплоть до ноября 1914 г., когда сильный пожар уничтожил основные цеха и лесопилку предприятия. Окончательно оставшиеся производственные мощности завода были разрушены в годы Гражданской войны.